# Henry Norris (dworzanin)
Henry Norris, sir Henryk Norris (ur. około 1482 r., zm. 17 maja 1536 r.) – angielski szlachcic, dworzanin na dworze króla Henryka VIII Tudora, zwolennik Anny Boleyn. Jego rodzicami byli sir Edward Norris i Frideswide Lovel. Około 1520 r. poślubił Mary Fiennes, córkę Thomasa Fiennes'a, 8 Lorda Dacre, i Anne Bourchier. Miał z nią troje dzieci: Henrry Norris'a 1 barona Norreys, Edwarda i Mary. Był członkiem Tajnej Rady, w 1531 r. został szambelanem północnej Walii. Został stracony (ścięty) 17 maja 1536 r., oskarżony o zdradę stanu i romans z królową Anną Boleyn.